# Jonah Bobo
Jonah Bobo (ur. 24 stycznia 1997 w Nowym Jorku) – amerykański aktor młodzieżowy.

## Filmografia

### Film
- Najlepszy złodziej na świecie (2004) jako Sam Zaidman
- Na zakręcie (2004) jako Zach Lair
- Strangers with Candy (2005) jako Shamus Noblet
- Zathura – Kosmiczna przygoda (2006) jako Danny
- Udław się (2008) jako młody Victor Mancini
- Kocha, lubi, szanuje (2011) jako Robbie Weaver
- Disconnect (2012) jako Ben Boyd

### Dubbing
- Lis i Pies 2 (2006) jako Tod
- Przyjaciele z podwórka (2004 – 2009) jako Kanguś

### Gościnnie
- Rockefeller Plaza 30 (2009) jako Ethan (sezon 3, odcinek 18)
- Bananowy doktor (2009) jako Arlo Grant (sezon 1, odcinek 5)

## Nagrody i nominacje
- Nagroda Młodych Artystów – 2006 – Najlepszy występ w filmie fabularnym: Młody Aktor w Wieku 10 lub Mniej – nominacja
- Nagroda Młodych Artystów – 2012 – Najlepszy występ w filmie fabularnym – Wspieranie młodego aktora – nominacja